# Edmund Borowski
Edmund Borowski (* 23. Januar 1945 in Hohnstein; † 22. August 2022 in Wrocław) war ein polnischer Sprinter, der sich auf die 400 Meter spezialisiert hatte.

## Leben

### Karriere
Bei den Europameisterschaften 1966 gewann er zusammen mit Jan Werner, Stanisław Grędziński und Andrzej Badeński eine Goldmedaille in der 4-mal-400-Meter-Staffel. Bei den Europäischen Hallenspielen 1967 gewann er eine Silbermedaille in der 4-mal-300-Meter-Staffel, die er zusammen mit Edward Romanowski, Ján Balachowski und Tadeusz Jaworski lief. Bei den Hallenspielen 1968 gewann er eine Silbermedaille in der 1820-Meter-Staffel, die er mit Marian Dudziak, Waldemar Korycki und Andrzej Badeński lief. Eine weitere Silbermedaille in der 2800-Meter-Staffel folgte bei den Halleneuropameisterschaften 1970, diesmal zusammen mit Stanisław Waśkiewicz, Kazimierz Wardak und Eryk Żelazny.

### Erkrankung und Tod
2009 wurde bei Borowski Prostatakrebs diagnostiziert. Dieser wurde mit einer Operation und einer Chemotherapie behandelt, kehrte jedoch 2016 zurück. Da die Behandlung in Polen nicht von der Krankenkasse finanziert wird, starteten seine Angehörigen eine Spendenaktion, um eine Behandlung in Berlin zu finanzieren. An der Erkrankung verstarb er am 22. August 2022 im Alter von 77 Jahren.